# Peucedanum platycarpum
Peucedanum platycarpum är en flockblommig växtart som beskrevs av Ernst Meyer. Peucedanum platycarpum ingår i släktet siljor, och familjen flockblommiga växter. Inga underarter finns listade i Catalogue of Life.